# Nummer 1-hits in de Billboard Hot 100 in 1972
Deze hits stonden in 1972 op nummer 1 in de Billboard Hot 100.
| Datum        | Artiest            | Titel                               |
| ------------ | ------------------ | ----------------------------------- |
| 1 januari    | Melanie            | Brand new key                       |
| 8 januari    | Melanie            | Brand new key                       |
| 15 januari   | Don McLean         | American pie                        |
| 22 januari   | Don McLean         | American pie                        |
| 29 januari   | Don McLean         | American pie                        |
| 5 februari   | Don McLean         | American pie                        |
| 12 februari  | Al Green           | Let's stay together                 |
| 19 februari  | Nilsson            | Without you                         |
| 26 februari  | Nilsson            | Without you                         |
| 4 maart      | Nilsson            | Without you                         |
| 11 maart     | Nilsson            | Without you                         |
| 18 maart     | Neil Young         | Heart of gold                       |
| 25 maart     | America            | A horse with no name                |
| 1 april      | America            | A horse with no name                |
| 8 april      | America            | A horse with no name                |
| 15 april     | Roberta Flack      | The first time ever I saw your face |
| 22 april     | Roberta Flack      | The first time ever I saw your face |
| 29 april     | Roberta Flack      | The first time ever I saw your face |
| 6 mei        | Roberta Flack      | The first time ever I saw your face |
| 13 mei       | Roberta Flack      | The first time ever I saw your face |
| 20 mei       | Roberta Flack      | The first time ever I saw your face |
| 27 mei       | The Chi-Lites      | Oh girl                             |
| 3 juni       | The Staple Singers | I'll take you there                 |
| 10 juni      | Sammy Davis jr.    | The candy man                       |
| 17 juni      | Sammy Davis jr.    | The candy man                       |
| 24 juni      | Sammy Davis jr.    | The candy man                       |
| 1 juli       | Neil Diamond       | Song sung blue                      |
| 8 juli       | Bill Withers       | Lean on me                          |
| 15 juli      | Bill Withers       | Lean on me                          |
| 22 juli      | Bill Withers       | Lean on me                          |
| 29 juli      | Gilbert O'Sullivan | Alone again (naturally)             |
| 5 augustus   | Gilbert O'Sullivan | Alone again (naturally)             |
| 12 augustus  | Gilbert O'Sullivan | Alone again (naturally)             |
| 19 augustus  | Gilbert O'Sullivan | Alone again (naturally)             |
| 26 augustus  | Looking Glass      | Brandy (you're a fine girl)         |
| 2 september  | Gilbert O'Sullivan | Alone again (naturally)             |
| 9 september  | Gilbert O'Sullivan | Alone again (naturally)             |
| 16 september | Three Dog Night    | Black and white                     |
| 23 september | Mac Davis          | Baby don't get hooked on me         |
| 30 september | Mac Davis          | Baby don't get hooked on me         |
| 7 oktober    | Mac Davis          | Baby don't get hooked on me         |
| 14 oktober   | Michael Jackson    | Ben                                 |
| 21 oktober   | Chuck Berry        | My ding-a-ling                      |
| 28 oktober   | Chuck Berry        | My ding-a-ling                      |
| 4 november   | Johnny Nash        | I can see clearly now               |
| 11 november  | Johnny Nash        | I can see clearly now               |
| 18 november  | Johnny Nash        | I can see clearly now               |
| 25 november  | Johnny Nash        | I can see clearly now               |
| 2 december   | The Temptations    | Papa was a rollin' stone            |
| 9 december   | Helen Reddy        | I am woman                          |
| 16 december  | Billy Paul         | Me and Mrs. Jones                   |
| 23 december  | Billy Paul         | Me and Mrs. Jones                   |
| 30 december  | Billy Paul         | Me and Mrs. Jones                   |

1940 ·
1941 · 
1942 ·
1943 ·
1944 ·
1945 ·
1946 ·
1947 ·
1948 ·
1949 ·
1950 ·
1951 ·
1952 ·
1953 ·
1954 ·
1955 ·
1956 ·
1957 ·
1958 ·
1959 ·
1960 ·
1961 ·
1962 ·
1963 ·
1964 ·
1965 ·
1966 ·
1967 ·
1968 ·
1969 ·
1970 ·
1971 ·
1972 ·
1973 ·
1974 ·
1975 ·
1976 ·
1977 ·
1978 ·
1979 ·
1980 ·
1981 ·
1982 ·
1983 ·
1984 ·
1985 ·
1986 ·
1987 ·
1988 ·
1989 ·
1990 ·
1991 ·
1992 ·
1993 ·
1994 ·
1995 ·
1996 ·
1997 ·
1998 ·
1999 ·
2000 ·
2001 ·
2002 ·
2003 ·
2004 ·
2005 ·
2006 ·
2007 ·
2008 ·
2009 ·
2010 ·
2011 ·
2012 ·
2013 ·
2014 ·
2015 ·
2016 ·
2017 ·
2018 ·
2019 ·
2020 ·
2021 ·
2022 ·
2023
- Nederland (Top 40)
- Nederland (Single Top 100)
- Vlaanderen (Radio 2 Top 30)
- Duitsland
- Verenigd Koninkrijk
- Verenigde Staten (Hot 100)